# Лебрен, Рико
Рико (Фредерико) Лебрен (итал. и англ. Rico Lebrun; 1900, Неаполь — 1964, Малибу) — американский художник и скульптор итальянского происхождения.

## Жизнь и творчество
В юности окончил Академию изящных искусств Неаполя, живопись изучал по работам старых мастеров в музеях. Особенное предпочтение выказывал итальянским и испанским художникам (Микеланджело, Гойя, а также Пикассо). В 1924 году художник эмигрировал в США, жил первоначально в Спрингфилде (штат Иллинойс), а на следующий год перебрался в Нью-Йорк, где работал в области художественной рекламы и иллюстрирования. С 1930 года выступал как свободный художник. В 1935 и 1936 годах получил поощрительные гранты от фонда Гуггенхайма. В 1938 году, переехав в Южную Калифорнию, сотрудничал с киностудией Уолта Диснея, в частности работал над образом Бэмби для будущего фильма.
В 1942 году Р. Лебрен участвовал в выставке «Американцы 1942», организованной Музеем современного искусства, принимал участие также в групповых выставках музея Уитни и Метрополитен-музея в Нью-Йорке. С 1947 года преподавал в новом Институте искусств Джепсона в Лос-Анджелесе. В этот период, 1947—1950 годы, уделял много внимания абстрактной живописи. В 1954—1957 годах создал серию картин и гравюр, посвящённых Холокосту. В 1961 году иллюстрировал рисунками и графикой «Ад» Данте. Умер от рака.

## Избранные награды
- 1-я премия «Абстрактного и сюрреалистического американского искусства» от Института искусств Чикаго, 1947.
- 1-я премия «Художники Лос-Анджелеса» от Музея искусств Лос-Анджелеса, 1948.
- 2-я премия «Американское искусство сегодня», Метрополитен музей, Нью-Йорк, 1950.
- Золотая медаль Пенсильванской Академии изящных искусств, 1953.